# Cementiri de Tama
El cementiri de Tama (多磨霊園, Tama Reien) és un cementiri públic situat principalment a la ciutat de Fuchū, a la metròpoli de Tòquio, el més gran de tota l'àrea metropolitana i del Japó, que acompleix també les funcions de parc. Va ser construït el 1922, a causa de l'escassesa de lloc en els cementiris de la ciutat de Tòquio, i inaugurat l'abril de 1923. L'àrea abasta una mica més de 128 ha, de les quals el cementiri ocupa menys del 50%, predominant així els sectors destinats a zones verdes. La gestió del cementiri va càrrec de l'Associació de Parcs Metropolitans de Tòquio.
L'adreça és 4-628 Tamachō, ciutat de Fuchū, 183-0002, Tòquio. Té a prop l'estació de tren de Tama (línia Seibu Tamagawa), a més de diverses parades d'autobús.

## Descripció
Està ubicat en una àrea que abasta part de Fuchū, Koganei i Tòquio. És el més grans dels vuit cementiris metropolitans, abasta una àrea de 1.280.237 metres quadrats, de les quals estan destinades pròpiament al cementiri 598.627 metres quadrats. L'àrea de tombes és menor del 50%, garantint zones verdes arreu. El seu format imita els cementiris boscosos europeus, particularment alemanys, que ha servit d'exemple als posteriors que s'han creat.
L'àrea de tombes està dividida en 26 seccions per diferents camins i carrers, a l'estil dels bulevards europeus. Hi ha un total de 420.000 tombes, de les quals les individuals estan numerades i organitzades. A banda de les individuals hi ha diferents tipologies de tomba: en paret, columbaris, entre d'altres, a causa dels canvis en la societat i la manca d'espai. Hi ha les tombes personatges històrics notables, com artistes, educadors, empresaris, tot i que destaquen especialment els oficials d'alt rang de l'exèrcit de la Segona Guerra Mundial.
D'altra banda, és un important espai natural, que fa les funcions de parc. Té un total de 30.000 arbres, entre els quals cal destacar 1.200 cirerers, plantats alhora que construïa el cementiri, 1.400 pins roigs, que marquen especialment les estacions, però també hi ha sequoies i altres arbres representatius de l'àrea de Musashino. Gràcies a aquest ambient natural, és notable la presència de diverses espècies d'ocells.

## Història
La seva creació va ser aprovada l'any 1919, a causa del creixement continuat de la població i l'escassesa d'espai en els cementiris fins aleshores existents, situats dintre dels límits de Tòquio (Aoyama, Yanaka, Somei, Zōshigaya i Kameido). Es van cercar llocs als afores i el 1920 s'escollí l'antiga vila de Tama, sembla que perquè era un lloc verge i tenia facilitats per connectar-se amb el transport públic existent. Per al projecte, el cap de la secció de parcs de la ciutat, Kiyoshi Inoshita, es va inspirar en els grans cementiris occidentals, particularment en els de tipus boscós d'Alemanya. Dos anys més tard va començar la construcció i l'obertura es va fer l'1 d'abril de 1923, poc abans del gran terratrèmol de Kanto. Va comptar primer amb 1 milió de metres quadrats en el moment de la seva obertura, que van ser ampliats a la banda est el 1939, assolint la seva àrea actual.
Els primers anys no hi va haver gaire gent que l'utilitzés, perquè quedava lluny de la ciutat. Tanmateix, a partir de l'enterrament de l'almirall Tōgō Heihachirō el 1934, el nombre d'usuaris va augmentar de forma significativa, convertint-se en un dels més utilitzats per la població. De fet, el 1963 es va quedar sense espai, i només s'hi fan enterraments per invitació o vacants. A més també s'han anat canviat les formes d'enterrament, deixant de banda les tombes individuals sobre terra i afavorint les tombes en mur o en columbaris.
Al final de la guerra del Pacífic es van utilitzar els terrenys per amagar i reparar caces, perquè era proper al camp d'aviació de Chofu. Encara avui es poden veure restes de trets en alguns llocs del cementiri dels atacs aeris estatunidencs.

## Persones enterrades
Al cementiri hi ha, entre d'altres, les tombes de les següents persones:
- Saionji Kinmochi (1849-1940), militar i polític
- Nakamura Fusetsu (1866-1943), pintor
- Inoue Michiyasu (1867-1941), poeta
- Naomasa Yamasaki (1870-1929), geògraf
- Hisashi Kimura (1870-1943), astrònom
- Teiji Takagi (1875-1960), matemàtic
- Arishima Takeo (1878-1923), escriptor
- Yosano Akiko (1878-1942), escriptora
- Yoshisuke Aikawa (1880-1967), fundador de Nissan
- Seigō Nakano (1886-1943), polític
- William Gorham (1888-1949), enginyer mecànic
- Eiji Yoshikawa (1892-1962), novel·lista
- Edogawa Ranpo (1894-1965), novel·lista
- Musei Tokugawa (1894-1971), actor i presentador
- Dick Mine (1908-1991), cantant
- Yaoko Kaitani (1921-1991), ballarina
- Yukio Mishima (1925-1970), escriptor